# Мироносицька площа
Мироно́сицька площа — площа, що була в центрі Харкова між вулицями Сумською та Чернишевською, Римарською (нині частина вулиці Скрипника) та Мироносицьким провулком (нині вулиця Жон Мироносиць), приблизно на місці нинішнього скверу Перемоги. Виникла наприкінці XVIII століття, після закриття у 1792 році Мироносицького цвинтаря при Мироносицькій церкві. Площа отримала свою назву за назвою церкви в ім'я жінок-мироносиць. Територія, яку займала раніше площа, зараз належить Київському району міста Харкова.

## Історія
Площа виникла наприкінці XVIII століття, після закриття у 1792 році Мироносицького цвинтаря, що був при Мироносицькій церкві. Мироносицька площа проіснувала до 1930 року, коли більшовики знесли однойменний храм. Після цього почалося будівництво будівлі «Театру масового музичного дійства», в якому поєднувалися б цирк, театр і кінотеатр, але після перенесення столиці до Києва будівництво згорнули, встигнувши звести лише житловий будинок. Південна частина площі стала вулицею Скрипника. До війни на місці церкви збудували тролейбусний парк. А після Другої світової на місці депо розбили сквер Перемоги, в якому заклали алею героїв-комсомольців та спорудили Дзеркальний струмінь.
В глибині скверу біля будинку по вул. Чернишевській у вересні 2013 року розпочалося будівництво нової дев'ятибанної Мироносицької церкви. Йому передувала серія протестів місцевих мешканців проти будівництва. Відкриття храму відбулося 22 серпня 2015 року. Чи вцілів під час будівництва фундамент старої церкви кінця XVIII століття — невідомо.

## Галерея

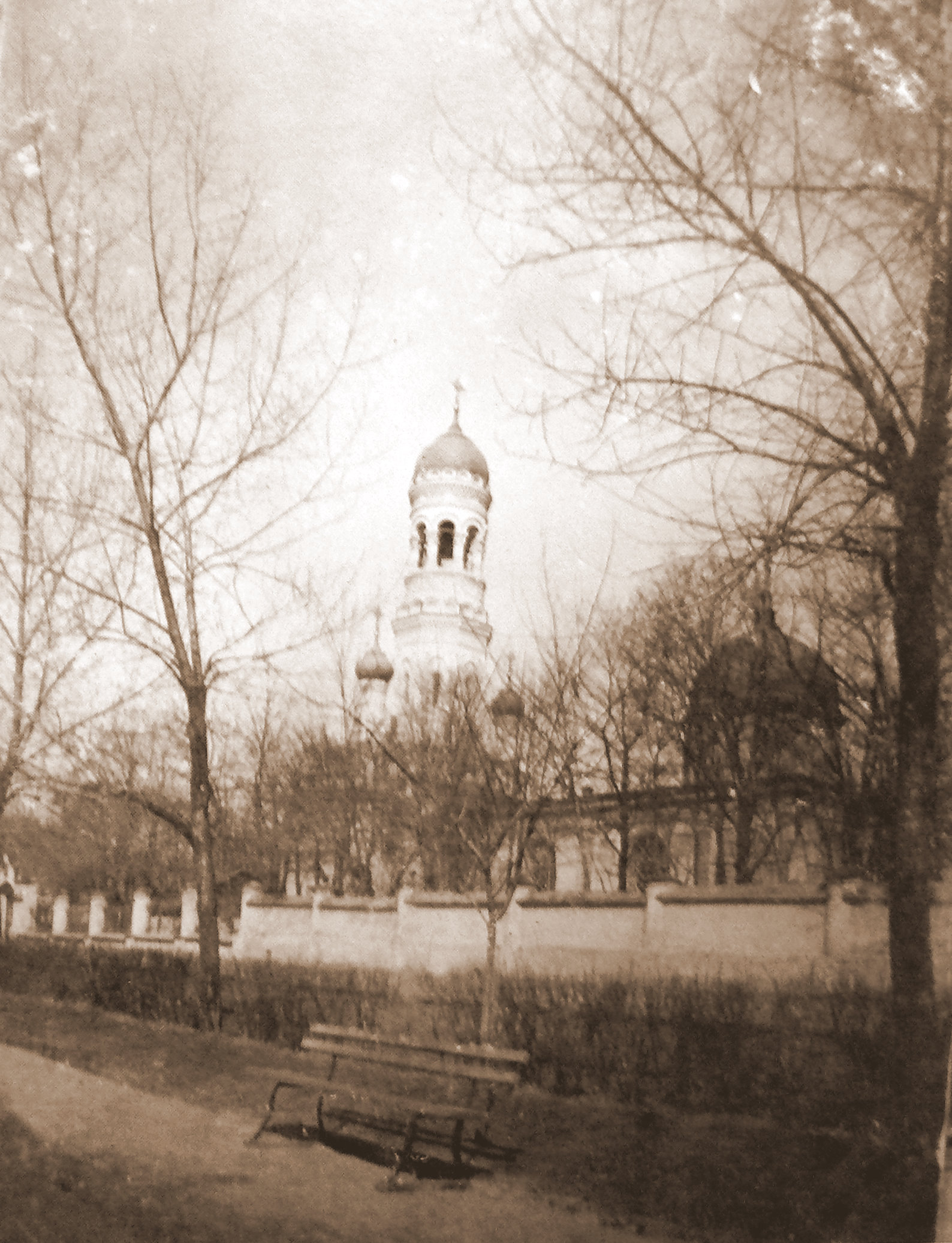
Фото Мироносицької церкви 1911 року з боку Мироносицької площі (нинішня вулиця Скрипника).
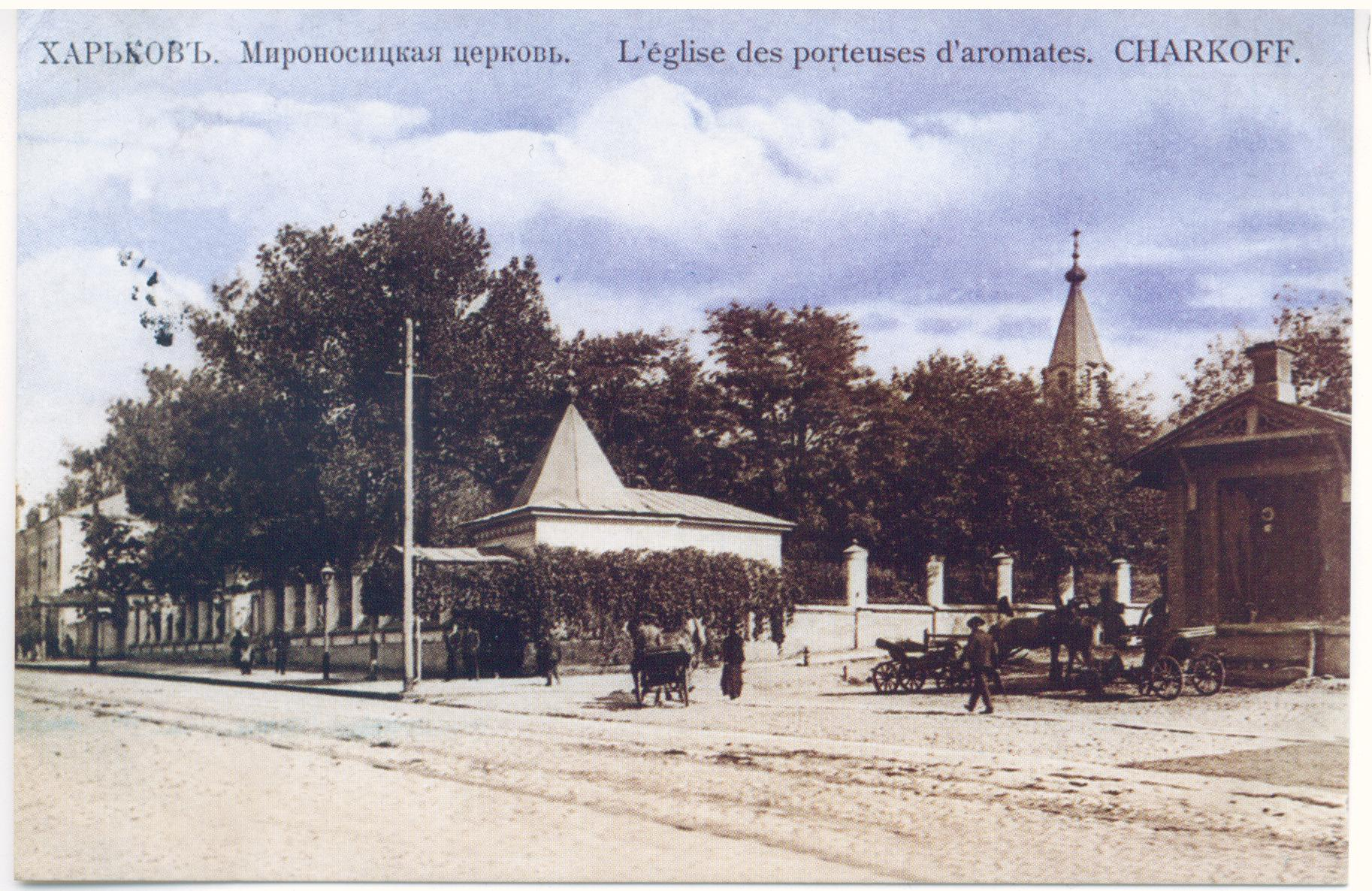
Поштова листівка: фото церковного саду, огорожі та кутових каплиць Мироносицької церкви з боку Сумської вулиці. Справа видно початок західної частини Мироносицької площі
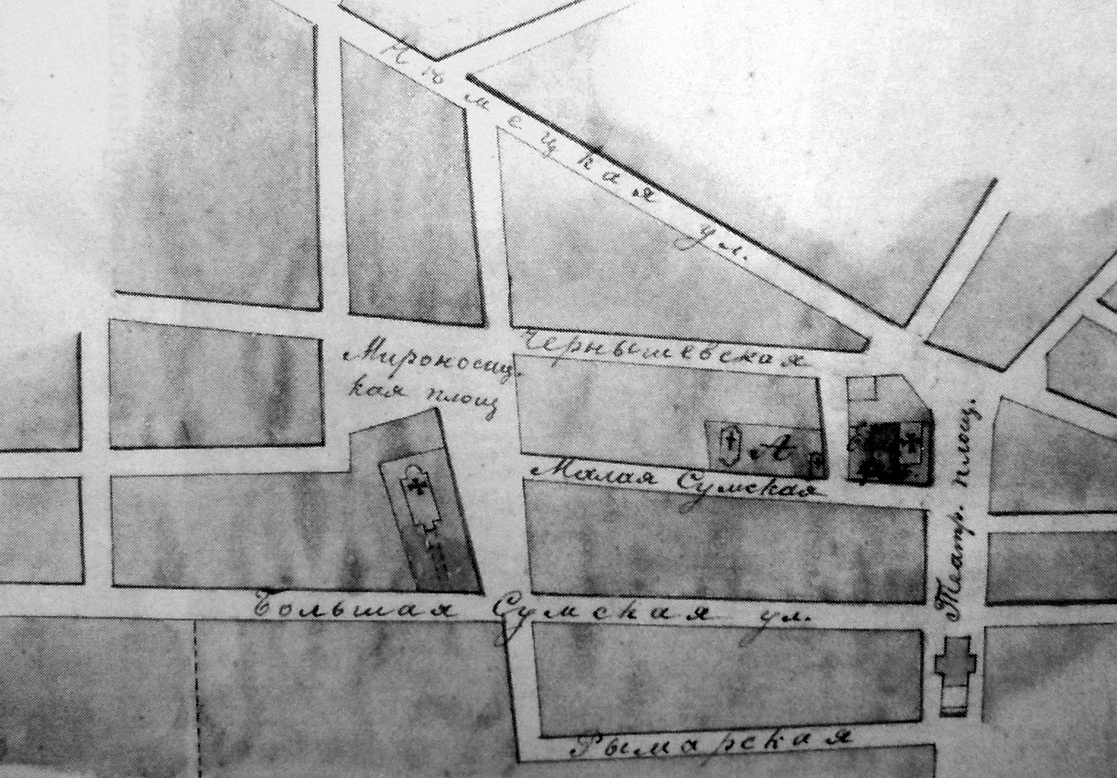
Мироносицька площа на карті Харкова кінця XIX — початку XX століття (південь — справа, північ — ліворуч).
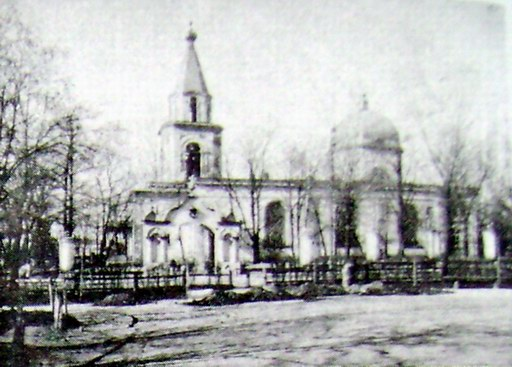
Стара Мироносицька церква
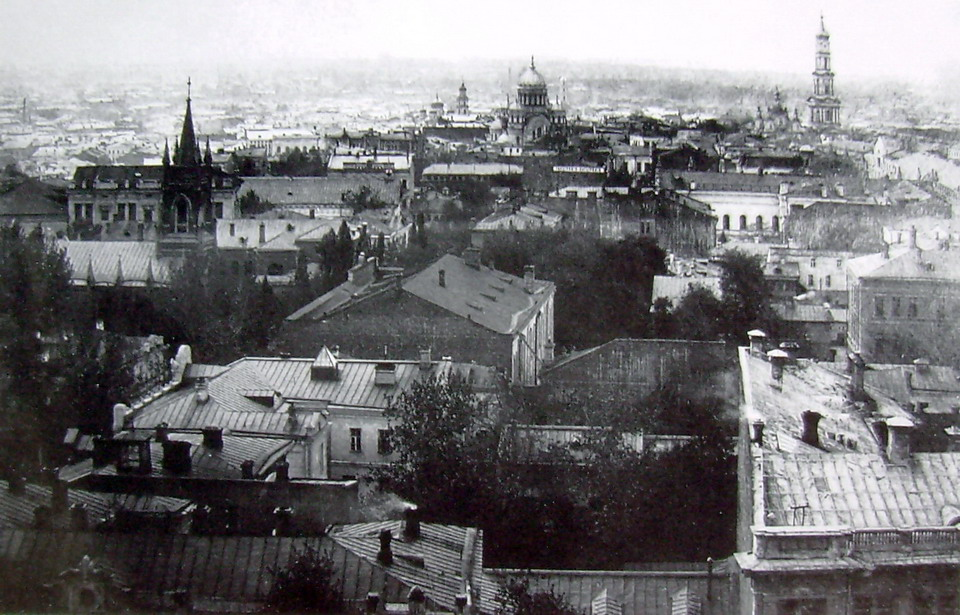
Краєвид на центр міста з дзвіниці на початку XX століття
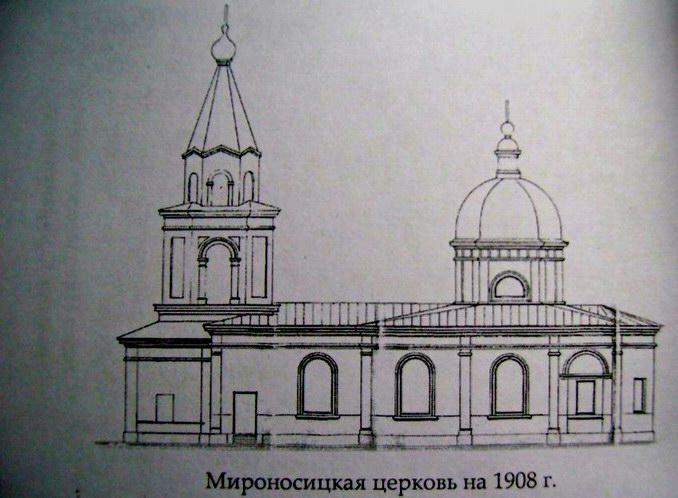
План старої Мироносицької церкви
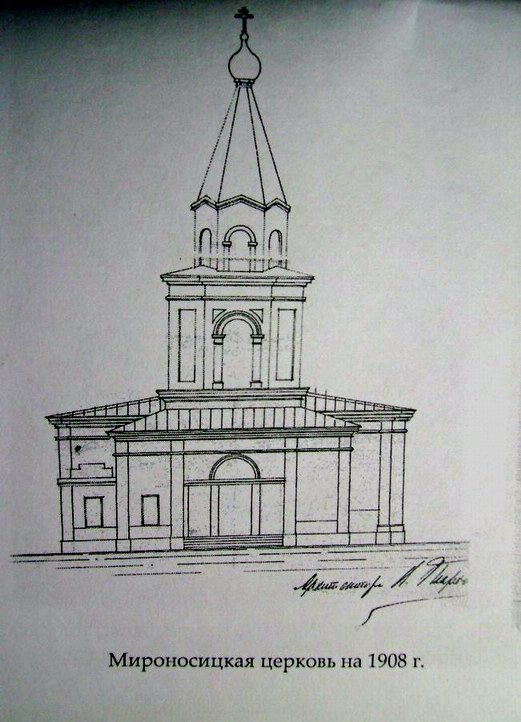
План старої Мироносицької церкви
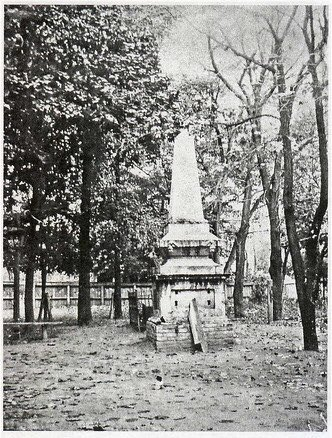
Могила колишнього харківського міського голови С. К. Костюріна на Мироносицькому цвинтарі, 1928 рік
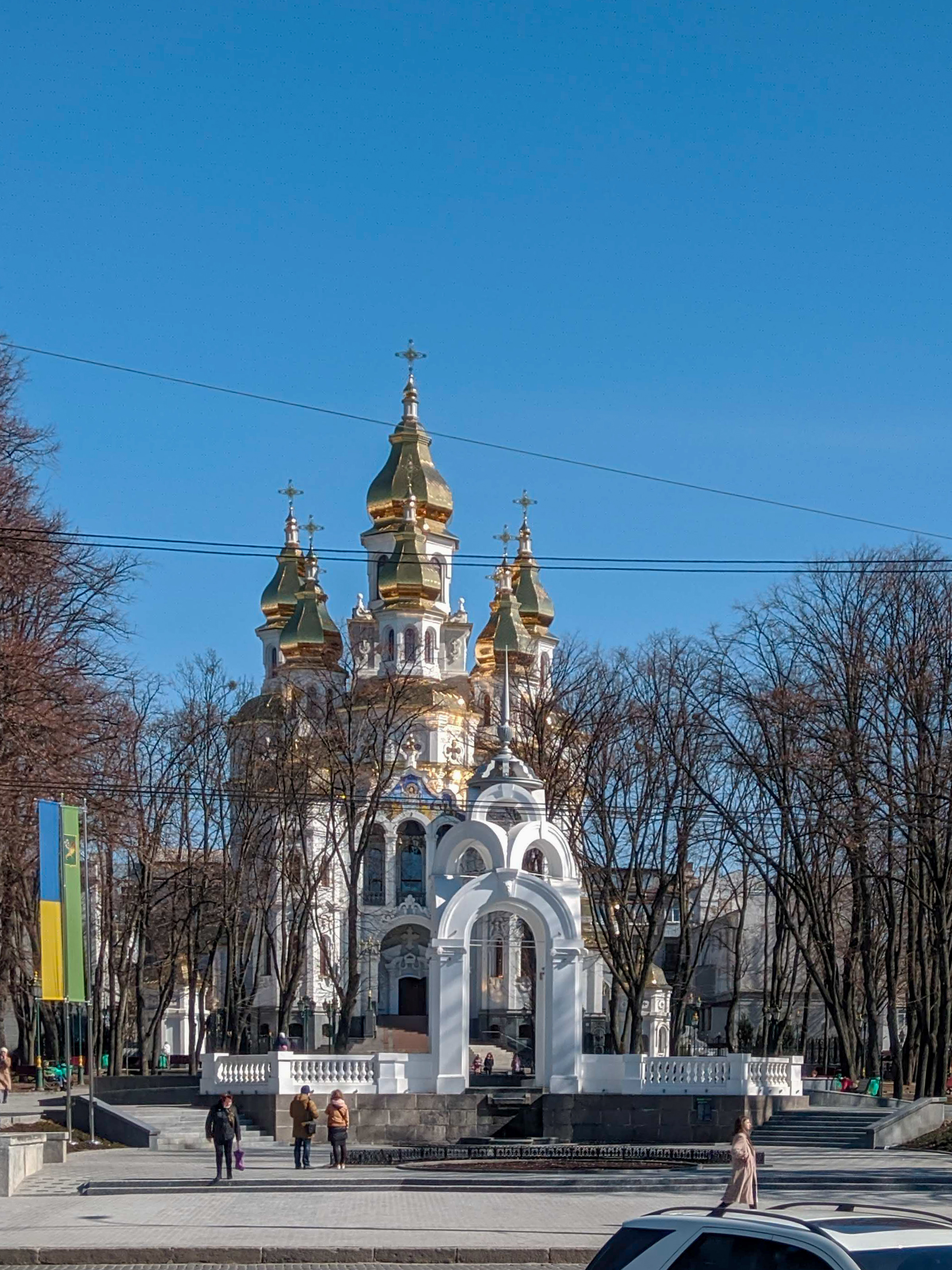
Сквер Перемоги
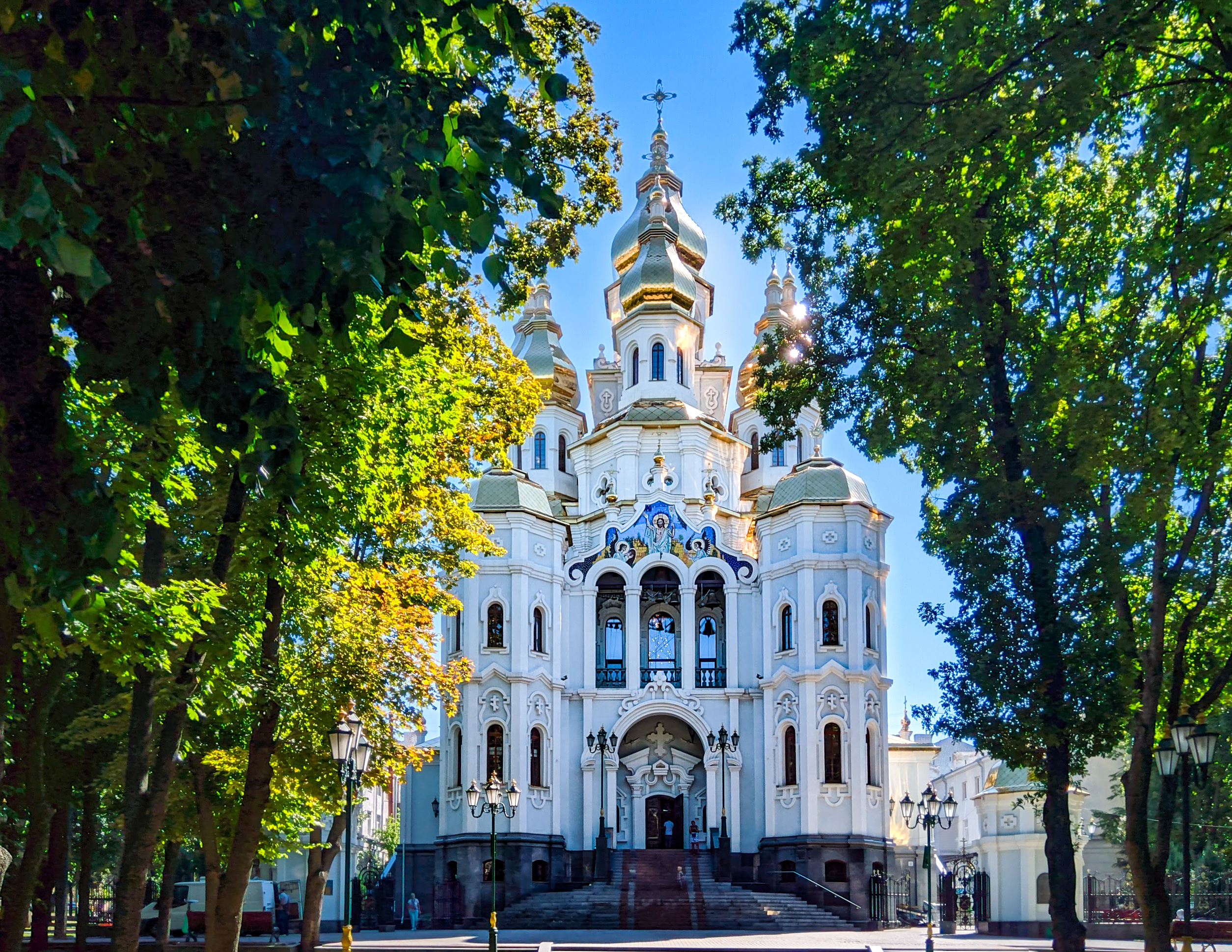
Нова Мироносицька церква
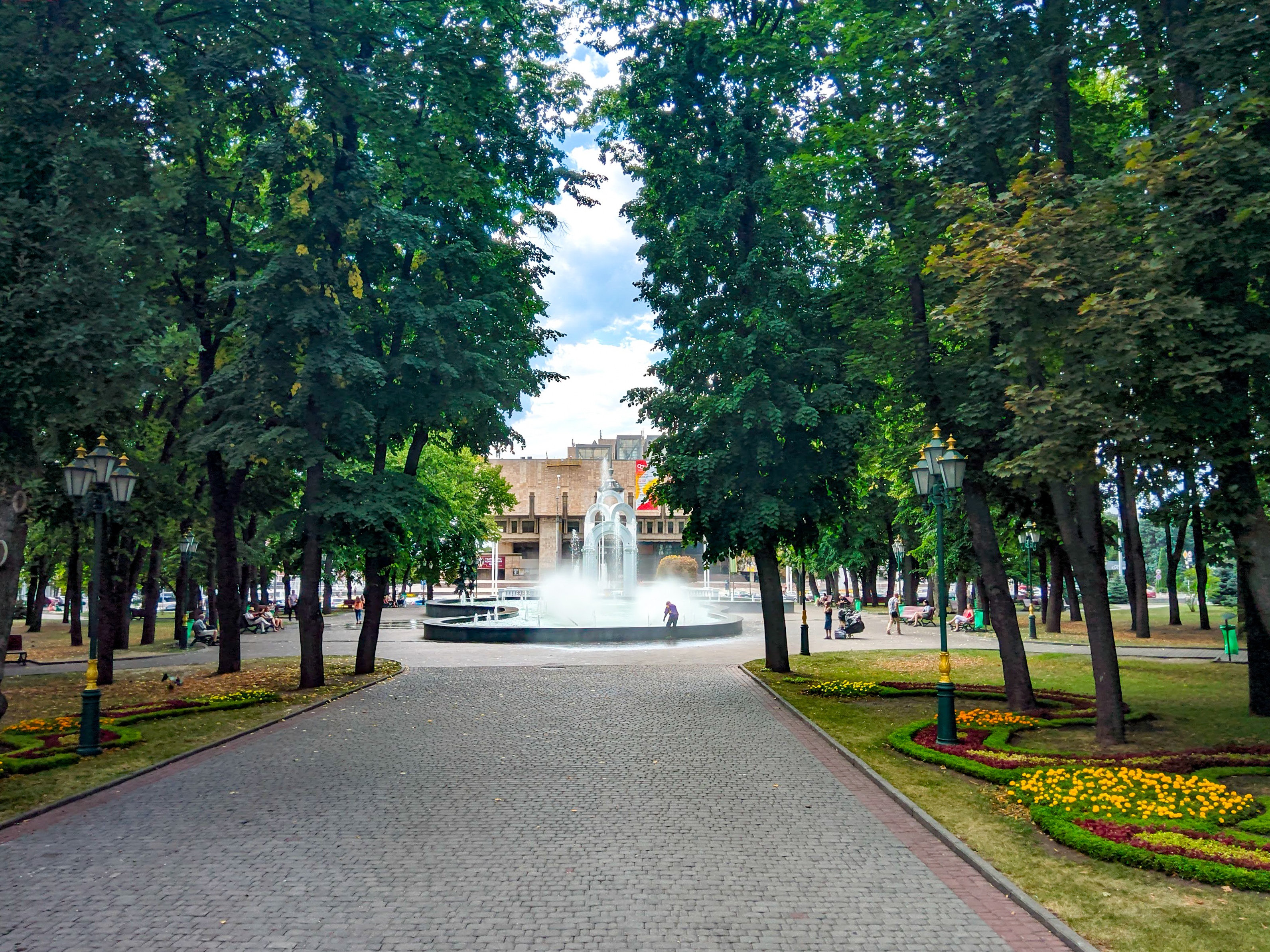
Сквер Перемоги зі сторони церкви

## Площа у художніх творах
Мироносицька площа
Тут бруд всю площу наповнював,
але розвели чудовий сквер: і без особливо важливих заходів: тут бруду як і бувало.
Ось тільки що мене турбує:
ту площу брудну, можливо,
дешевше було б замостити,
чим такий сквер розводити?
Іванов Василь (Шпилька), «Путівник по Харкову», 1890